# Social Cues
Social Cues — п'ятий студійний альбом американського рок гурту Cage the Elephant, виданий 19 квітня 2019. Він став другим альбомом гурту, який виборов нагороду «Ґреммі» за найкращий рок-альбом.

## Передумови створення
26 листопада 2018 року гурт оголосив у Twitter, що їхній новий альбом називається «Done. Mixed.". 31 січня 2019 року гурт офіційно випустив «Ready to Let Go», перший сингл із Social Cues. 8 березня 2019 року вийшов другий передовий трек з альбому «House of Glass». 28 березня 2019 року була випущена спільна з Беком композиція «Night Running». Останньою піснею, випущеною перед альбомом, була «Goodbye», випущена 8 квітня 2019 року. Багато пісень (таких як «Goodbye», « Ready to Let Go» і «Love's the Only Way») були засновані на розлученні Метта Шульца зі своєю колишньою дружиною, Джульєтта Букс.